# 李東園 (收藏家)
李東園（1901年—1979年），號鶴齋主人，河北天津人，郵票與錢幣收藏家，業餘京劇表演者，李存義之關門弟子，形意八卦門第二代掌門人，精擅形意拳與八卦掌，晚年住於臺灣。

## 生平
李東園為河北天津人，上海震旦大學化學系畢業。

### 集郵
1907年，七歲的李東園因風寒臥病在床，收到了父親李鶴鳴的德國郵票，從此開啟了一生集郵生涯。李東園參加天津郵票會，與嚴西嶠、陳志川、張包子俊、及為天津郵票會設計會徽的黃光城都是會員。因李東園常往古董店逛，同時也引起收集古幣與鈔票的興趣。如1940年代，李東園計畫以五千五百塊銀元向古董商駱澤民買下遼國的天顯通寶，卻被大川鐵雄先以七千五百塊買下，讓李東園遺憾多年。李東園也收集古代信封，像是他有咸豐年間一封從揚州寄出的信封有「信到望給酒資大錢壹佰」，是因當時中國尚無郵票，而以其他以致酬謝。
李東園來臺灣後窩居在鶯歌鎮一棟破爛的房子，過著簡樸的生活。在臺灣，擔任中國集郵協會的理事，會在《中華郵苑》投稿文章。他將收藏的郵票藏在一間被同好稱為「郵閣」的閣樓上，每當有客人要看，便親自從小梯爬上去拿取一小本，看完之後另換一小本，以防慢藏誨盜。他也收集臺灣的郵票，如1950年代他在舊票堆中找到見證台幣改值的變體郵票，在2000年報導時成交高達新台幣十五萬元。1965年，他將十五件古錢幣捐給國立歷史博物館，次年又捐一百零一件。
中華郵政總局局長施有強曾推荐了李東園收藏的重慶利川二分銀力差郵票。此為英國人Archibald Little於1893年在重慶開設的利川公司力差信局，印刷一種類似站票形式的郵政信票。

### 京劇
李東園在年輕時，就以京劇孫派票友身份紅於津沽。他能唱《胭粉計》、《七星燈》、《雍涼關》、《硃砂痣》、《馬鞍山》等。在1959年，他以名號「鶴齋主人」演出《逍遙津》、《李陵碑》及《朱砂痣》作三場冬令救濟義演。在寫給朋友的信中，他感嘆知音很少的寂寞。

### 晚年
1972年9月20日，大川鐵雄特地從日本前來台北市國賓大飯店欣賞黨恩來、朱棟槐、姚蔭昌等錢幣愛好者的收藏時，與李東園聊起當時天顯通寶的往事。
1979年夏，七十九歲的李東園因腦中風病逝，8月13日出殯。記者陳小凌看到屋主生前累積成打成櫃的集郵簿、錢幣匣子散置屋中一角，其中不乏大龍郵票、重慶利川公司二分郵票等罕見品。

## 著作
- 李東園. . 中國集郵半月刋社. 1959.
- 李東園. . 交通部郵政總局. 1978.